# 三矢重松
三矢 重松（みつや しげまつ、明治4年11月29日（1872年1月9日） - 大正12年（1923年）7月18日）は、日本の国語学者・国文学者。学位は文学博士。國學院大學教授。
折口信夫の師。弟に三矢宮松がいる。いわゆる「三矢文法」を築き、「最後の国学者」と呼ばれる壮烈な学風で知られる。

## 経歴

### 出生から学生時代
1872年（明治4年）1月9日、山形県鶴岡町大字二百人町（現・山形県鶴岡市）で生まれた。父・三矢維顕、母・町子の二男。実家は代々庄内藩に使えた士族の家で、祖父の静は藩校の典学を勤めた人物であった。1877年（明治10年）、鶴岡朝暘学校に入学。朝暘学校卒業後、西田川郡中学校を経て山形県尋常中学校に転入。在学中、中台直矢、角田俊次について漢学を学び、庄内英学会に加わって英語を身につけた。1889年（明治22年）7月、中学校を卒業。同年9月に上京し、國學院に入学し、同校の第一期生となった。廃藩置県によって生家の家計は急迫しており、貸費学生として苦学した。1893年（明治26年）7月、國學院を卒業。

### 大学卒業後
1893年11月10日、文部省大臣官房図書課に勤務。1895年(明治28年)、時の文部大臣・西園寺公望が講演の中で西暦紀元を用いて持論の「世界主義」を唱えたのに対し、国学徒としてそれを反駁する論陣を張り、筆禍により退官。
退官後は、開成中学校嘱託となった。1896年(明治29年)6月、文部省の検定試験に合格して尋常中学校、師範学校国語科の免許を取得。これによって同月17日、岡山県高梁中学校（現在の岡山県立高梁高等学校）教諭となった。1898年(明治31年)4月、大阪府第五中学校（現在の大阪府立天王寺高等学校）に転じた。ここで当時同校の学生であった折口信夫とはじめて出会う。1899年(明治32年)9月、嘉納治五郎の聘に応じて神田猿楽町の亦楽書院（のちの宏文学院）に勤務し、中国の留学生を教えた。
1900年(明治33年)9月、外国語学校講師となった。1901年(明治34年)1月には國學院講師となり、7月からは東京高等師範学校講師となった。同月、亦楽書院の職を辞し、1902年(明治35年)1月より弘文学院講師となった。しかし、1903年(明治36年)7月、弘文学院を耳飾。同年10月には、國學院の商議員を嘱託された。この頃より『國學院雑誌』、『八代集抄』、『勅撰作者部類』、『神器考證』、『應問録』、『賀茂眞淵全集』、『中學國文講本』などの編集発行に携わり、学者として知られるようになった。
1908年(明治41年)、國學院大學国文学会設立とともに会長となった。1918年(大正7年)4月、東京高等師範学校講師から教授に昇格。1920年(大正9年)8月、東京高等師範学校教授を辞し、國學院大學専任教授となった。1921年(大正10年)、國學院大學内に源氏物語全講会を起こした。また、この年より國學院大學高等師範部長を兼任。
1923年(大正12年)、國學院大學高等師範部長を辞し、再び教授専任となったが、5月19日に胃癌との診断を受ける。7月9日に國學院大學に提出していた学位論文『古事記に於ける特殊なる訓法の研究』の審査が終わり、文学博士号を取得するが、7月18日の0時5分、東京府豊多摩郡高田町の自邸にて胃腸病のために死去。墓所は雑司ヶ谷霊園にある。

## 栄典
- 1918年（大正7年）5月30日 - 正七位[8]
- 1920年（大正9年）6月21日 - 従六位[9]

## 研究内容・業績

### 文法の研究
学問的な業績としては『高等日本文法』にまとめられた文法の研究が第一にあげられる。これは、江戸時代までの国文法と西欧の文法学を折衷させた大槻文法を踏まえつつ、それまで重視されなかった現代語文法による視点を加え、名詞の格、用言の法や動詞の性相、敬語の記述に修正を加えたもので、後の松下文法のさきがけをなす研究である。

### 古典文学の研究
- 国文学作品の研究においては江戸以来の国学的な研究態度を重視し、人間形成の上で國學院時代に師事した折口信夫に大きな影響を与えた。特に日本人の心性を考えるうえで『源氏物語』を重んじ、晩年の大正10年に「源氏物語全講会」を興して亡くなる大正12年まで講義をつづけたことは特筆に価するであろう。「価なき珠をいだきて知らざりしたとひおぼゆる日の本の人」という歌は、「優れた珠（源氏物語）を持ちながら、その伝統的な良きものの価値を知らずにいる日本人はあわれなものだ」という意味で、源氏物語および源氏に代表される日本人の心のありようが軽んじられる世相を嘆いて詠んだものだといわれている。
- 三矢が始めた「源氏物語全講会」の公開講座は、国学院大学に隣接していた実践女子学園において下田歌子が行なった源氏物語講義と合わせ、源氏物語が市民に開かれた嚆矢となり、一般教養としての源氏物語教育の祖とされている[10]。
- 三矢没後、三矢を師として敬愛することきわめてあつい折口が源氏物語全講会を引き継いで開催し、祭主となって没後の祭りを行いつづけるなどした。

## 歌碑
- 鶴岡市の春日神社境内に昭和11年（1936年）に建立[5]

「値なき珠をいだきてしらざりし　たとひおぼゆる日の本の人」
- 同市由豆佐売神社境内に昭和17年（1942年）に折口信夫により建立[5]

「わがおもふ田川おとめにかざさせて見まくしぞ思ふ堅香子の花」

## 著作

### 著書
- 『臺灣會話編』明法堂 1896年
- 『國學院講習會講義（「日本文典」）』誠之堂 1901年
- 『現代文鈔』光風館 1906年
- 『高等日本文法』明治書院 1908年
- 『作歌と助辞』明治書院 1911年
- 『四大人文鈔』明治書院 1916年
- 『財團法人明治聖徳記念學會紀要』第13-15巻 明治聖徳記念学会 1920年-1921年
- 『松野勇雄先生』皇典講究所内松野大人三十年祭典会 1922年
- 『古事記に於ける特殊なる訓法の研究』文学社 1925年
- 『別冊中等新國文敎授参考書』文学社 1926年
- 『荘内語及語釈』刀江書院 1930年
- 『隠岐本新古今和歌集』岡書院 1927年
- 『菊園書簡集』國學院大學源氏物語全講会 1927年
- 『言語誌叢刊』刀江書院 1930年
- 『文法論と國語學』中文館書店 1932年
- 『國語の新研究』中文館書店 1932年
- 『國文學の新研究』中文館書店 1932年
- 『改制中等新國文』文学社 1936年
- 『新制中等新國文』第1-3巻文学社 1937年

### 論文
- 「『源氏物語』の価値」（学士論文）
- 『古事記に於ける特殊なる訓法の研究』（博士論文）[11]